# ديلروي فاسي
ديلروي فاسي (بالإنجليزية: Delroy Facey)‏ (22 أبريل 1980 بهدرسفيلد في المملكة المتحدة - ) هو لاعب كرة قدم بريطاني في مركز الهجوم. شارك مع منتخب غرينادا لكرة القدم. أما مع النوادي، فقد لعب مع أولدهام أثلتيك وبرادفورد سيتي وبولتون واندررز ونادي بيرنلي ونادي ترانمير روفرز لكرة القدم ونادي روذرهام يونايتد ونادي غيلينغهام ونوتس كاونتي وهال سيتي وهدرسفيلد تاون ووست بروميتش ألبيون ونادي هيرفورد ولينكولن سيتي أف سي وAlbion Sports A.F.C. ‏ وويكمب وندررز.

## وصلات خارجية
- ديلروي فاسي على موقع قاعدة بيانات كرة القدم.إي يو (الإنجليزية)
- ديلروي فاسي على موقع ناشيونال فوتبول تيمز (الإنجليزية)
- ديلروي فاسي على موقع Soccerbase.com (لاعب) (الإنجليزية)
- ديلروي فاسي على موقع Soccerway.com (الإنجليزية)
- ديلروي فاسي على موقع عالم كرة القدم.نت (الإنجليزية)